# Joan Thiele

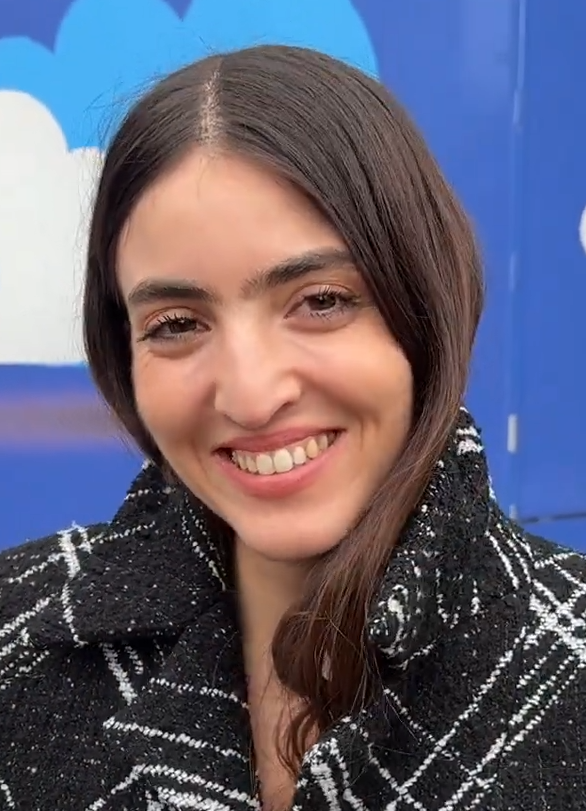
Joan Thiele (2025)

Joan Thiele (* 21. September 1991 als Alessandra Joan Thiele in Desenzano del Garda) ist eine italienische Musikerin.

## Karriere
Joan Thiele wurde als Tochter einer Italienerin und eines Schweizers mit südamerikanischen Wurzeln in Italien geboren. Sie wuchs zunächst in Kolumbien auf, zog dann aber zurück nach Italien. Sie begann ihre musikalische Karriere 2015 mit einem Plattenvertrag bei Universal. 2016 veröffentlichte sie ihre Debüt-EP Joan Thiele. Größere Aufmerksamkeit brachten ihr ihre Auftritte beim Festival South by Southwest in Texas und beim traditionellen Konzert des 1. Mais in Rom 2018. Im selben Jahr erschien ihr erstes Album Tango.
Ab 2020 war Joan Thiele regelmäßig in italienischen Hip-Hop-Produktionen zu hören, etwa mit Nitro, Venerus, Gemitaiz oder dem Produzenten Mace. 2020 erschien auch ihre zweite EP Operazione oro, 2022 folgte das dreiteilige Projekt Atti. Gemeinsam mit Elodie steuerte Joan Thiele das Lied Proiettili (ti mangio ilo cuore) zum Film Ti mangio il cuore (2022) bei; dieses wurde 2023 mit dem David di Donatello für den besten Filmsong ausgezeichnet.

## Diskografie

### Alben und EPs
| Jahr | Titel          | Höchstplatzierung, Gesamtwochen, AuszeichnungChartsChartplatzierungen (Jahr, Titel, Platzierungen, Wochen, Auszeichnungen, Anmerkungen) | Anmerkungen                            |
| Jahr | Titel          | IT | Anmerkungen                            |
| ---- | -------------- | --- | -------------------------------------- |
| 2016 | Joan Thiele    | IT91 (1 Wo.)IT | EP                                     |
| 2018 | Tango          | — |                                        |
| 2020 | Operazione oro | — | EP                                     |
| 2022 | Atti           | — | Kompilation                            |
| 2025 | Joanita        | IT12 (… Wo.)IT | Erstveröffentlichung: 21. Februar 2025 |

### Singles (Auswahl)
| Jahr | Titel Album                            | Höchstplatzierung, Gesamtwochen, AuszeichnungChartsChartplatzierungen (Jahr, Titel, Album, Platzierungen, Wochen, Auszeichnungen, Anmerkungen) | Anmerkungen                                                              |
| Jahr | Titel Album                            | IT | Anmerkungen                                                              |
| --- | -------------------------------------- | --- | ------------------------------------------------------------------------ |
| 2025 | Eco Joanita                            | IT30 (… Wo.)IT | Erstveröffentlichung: 12. Februar 2025 Beitrag zum Sanremo-Festival 2025 |
| Folgende Lieder erschienen nicht als Single, wurden aber durch das Album zum Download und Streaming bereitgestellt und konnten somit eine Platzierung erlangen: |                                        | |                                                                          |
| |                                        | |                                                                          |
| 2020 | No Privacy / No Caption Needed Garbage | IT58 (1 Wo.)IT | Nitro feat. Joan Thiele                                                  |
| 2021 | Senza fiato OBE                        | IT43 Gold · (2 Wo.)IT | Mace & Venerus feat. Joan Thiele Verkäufe: + 50.000                      |
| 2024 | Viaggio contro la paura Maya           | IT73 (1 Wo.)IT | Mace feat. Joan Thiele & Gemitaiz                                        |

## Belege
1. ↑  Alessandra Curcio: Joan Thiele, chi è la cantautrice in gara a Sanremo 2025. In: Cosmopolitan. 1. Januar 2025, abgerufen am 8. Februar 2025 (italienisch).
2. ↑  Alessia Laudati: Joan Thiele, la musicista che si salva da sola. In: Stile.it. 11. März 2016, abgerufen am 5. Dezember 2024 (italienisch).
3. ↑  Joan Thiele: "Atto III - L'Errore" è la terza ed ultima parte del nuovo progetto. In: Hip Hop Starz Tour. 22. Oktober 2021, abgerufen am 5. Dezember 2024 (italienisch).
4. ↑  David di Donatello, a Elodie e Joan Thiele il premio per la miglior canzone originale. In: Brescia Oggi. 11. Mai 2023, abgerufen am 5. Dezember 2024 (italienisch).
5. ↑  Alben von Joan Thiele. In: Italiancharts.com. Hung Medien, abgerufen am 5. Dezember 2024.
6. ↑  Archivio classifiche Top Singoli. FIMI, abgerufen am 5. Dezember 2024 (italienisch).
7. ↑  Certificazioni. FIMI, abgerufen am 5. Dezember 2024 (italienisch).

| Personendaten    | Personendaten                         |
| ---------------- | ------------------------------------- |
| NAME             | Thiele, Joan                          |
| ALTERNATIVNAMEN  | Thiele, Alessandra Joan (Geburtsname) |
| KURZBESCHREIBUNG | italienische Musikerin                |
| GEBURTSDATUM     | 21. September 1991                    |
| GEBURTSORT       | Desenzano del Garda, Italien          |